# Sveti Tomaž
Sveti Tomaž (in tedesco St. Thomas) è un comune di 2 096 abitanti della Slovenia. 
Il comune è stato creato nel marzo 2006 staccandone il territorio dal comune di Ormož. 

## Località
Il comune è diviso in 17 insediamenti (naselja):
| - Bratonečice - Gornji Ključarovci - Gradišče pri Ormožu - Hranjigovci - Koračice - Mala vas pri Ormožu - Mezgovci - Pršetinci - Rakovci | - Rucmanci - Savci - Sejanci - Senčak - Senik - Sveti Tomaž - Trnovci - Zagorje |